# Azjatycka Federacja Piłki Ręcznej
Azjatycka Federacja Piłki Ręcznej (AHF) – federacja piłki ręcznej zrzeszająca krajowe związki piłki ręcznej Azji.

## Członkowie
- Afganistan
- Arabia Saudyjska
- Bahrajn
- Bangladesz
- Bhutan
- Brunei
- Chiny
- Chińskie Tajpej
- Filipiny
- Hongkong
- Indie
- Indonezja
- Irak
- Iran
- Japonia
- Jemen
- Jordania
- Kambodża
- Katar
- Kazachstan
- Kirgistan
- Korea Południowa
- Korea Północna
- Kuwejt
- Laos
- Liban
- Makau
- Malediwy
- Malezja
- Mongolia
- Nepal
- Oman
- Pakistan
- Palestyna
- Singapur
- Sri Lanka
- Syria
- Tadżykistan
- Tajlandia
- Timor Wschodni
- Turkmenistan
- Uzbekistan
- Wietnam
- Zjednoczone Emiraty Arabskie

## Rozgrywki organizowane przez AHF
- Mistrzostwa Azji w piłce ręcznej mężczyzn
- Mistrzostwa Azji w piłce ręcznej kobiet